# 板桥镇 (越西县)
板桥镇（羅馬化：bap quo），是中华人民共和国四川省凉山彝族自治州越西县下辖的一个乡镇级行政单位。2021年1月12日，撤销瓦岩乡和板桥乡，设立板桥镇。以原瓦岩乡和原板桥乡所属行政区域为板桥镇的行政区域。

## 行政区划
板桥镇下辖以下地区：
青松村、上涌村、板桥村、河沿村、广河村、瑶村和大岩村。